# Festival Corazón latino
 (juin 2022).
Si vous disposez d'ouvrages ou d'articles de référence ou si vous connaissez des sites web de qualité traitant du thème abordé ici, merci de compléter l'article en donnant les références utiles à sa vérifiabilité et en les liant à la section « Notes et références ».
Pour l’article homonyme, voir Corazón latino.
Corazón Latino est un festival organisé par l’association Republica latina qui se tient au Rocher Palmer à Cenon (Gironde), commune limitrophe de Bordeaux, en été, qui propose des concerts de salsa, des shows, stages et initiations gratuites (au parc Palmer) de danses, 3 grandes soirées dansantes et une garden party gratuite dans le parc Palmer.
Les danses concernées sont, entre autres, la salsa (sous ses diverses variantes, notamment "cubaine" et "portoricaine"), la bachata, la kizomba, le cha-cha-cha, le semba, le tango et le forró.
Le Festival Corazon Latino s’est imposé comme un des événements phares de la scène européenne des danses latines au long de ses 7 premières éditions.

## Programmation concerts
- 2025 : édition décalée en juin : vendredi 27 : Tromboranga (déjà programmés en 2022 et 2015); dimanche 29 : Issac Delgado
- 2024 : édition reportée à 2025
- 2023 : Mercadonegro (déjà programmés en 2018) feat. Haila Mompié
- 2022 : Tromboranga (déjà programmés en 2015)
- 2019 : vendredi : Septeto Nabori; dimanche : La Perfecta de Martinique
- 2018 : vendredi : Mercadonegro; dimanche : Maykel Blanco y su Salsa Mayor
- 2017 : La Maxima 79
- 2016 : Bloque 53 ft. Tromboranga
- 2015 : Tromboranga
- 2014 : Meñique & La Orquesta del Solar pour un tribute to Tito Puente & Charlie Palmieri
- 2013 : Jimmy Bosch
- 2012 : Donaldo Flores, Alfredo de la Fé

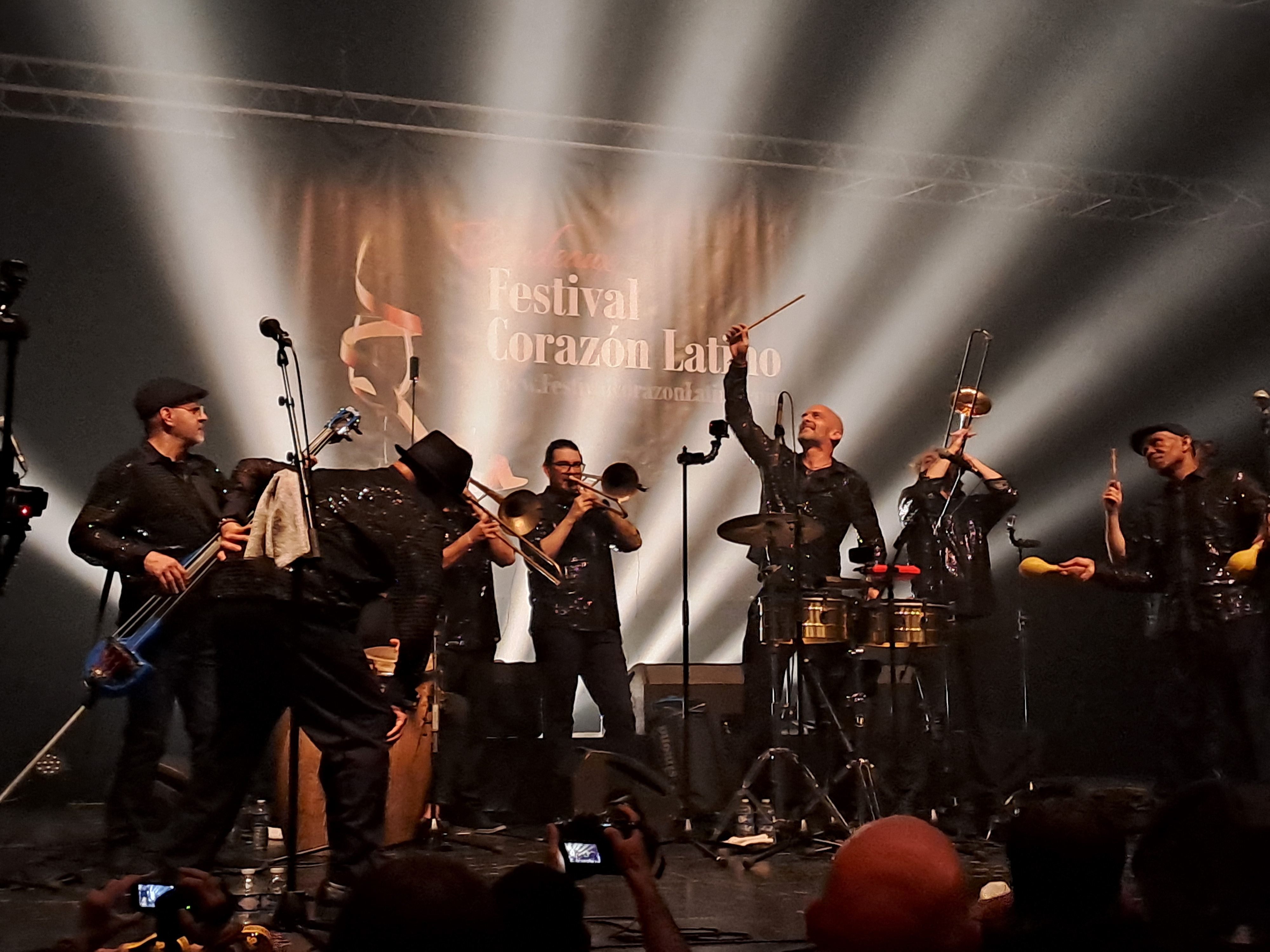
Tromboranga lors de l'édition 2022.
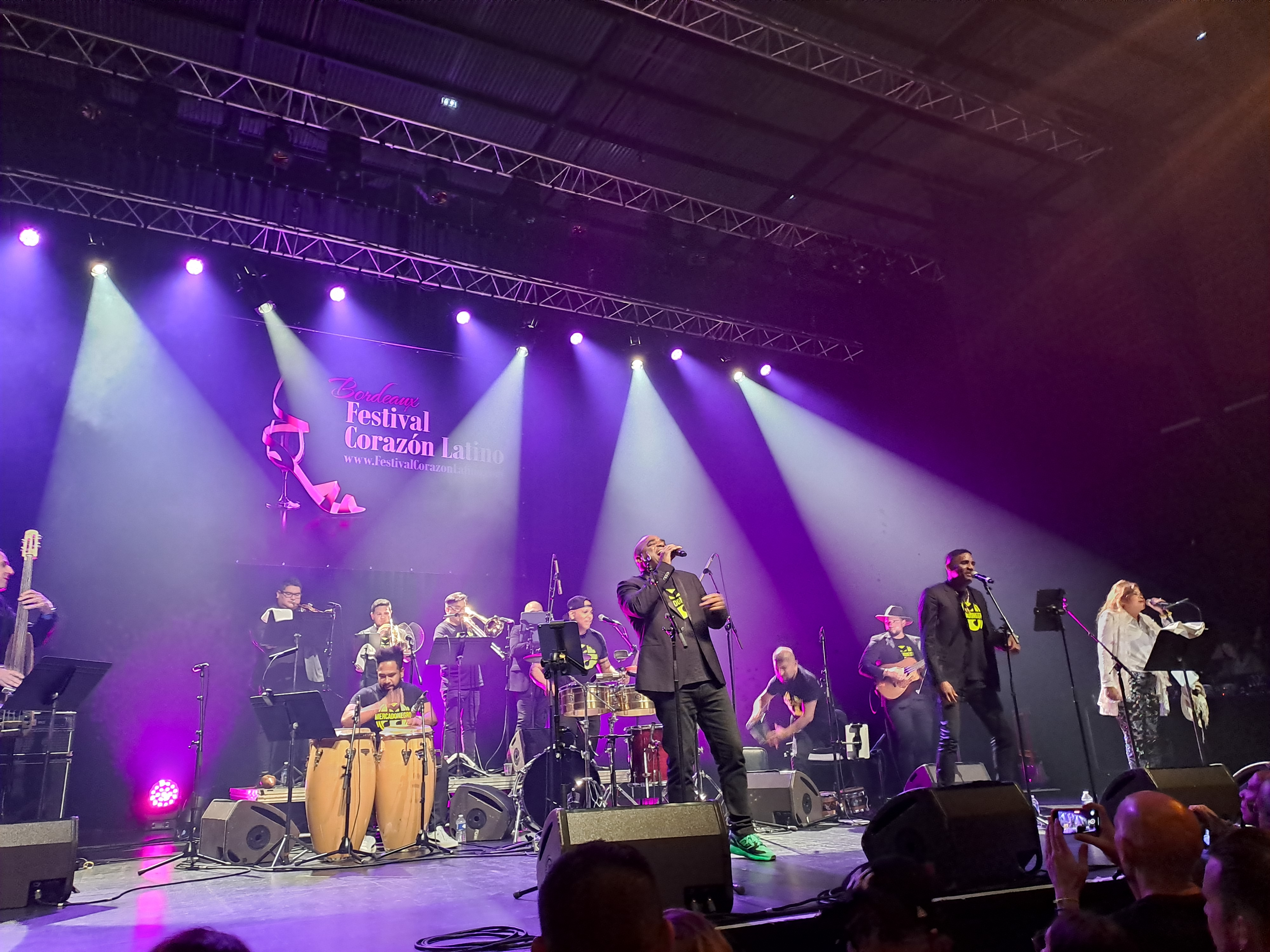
Mercadonegro lors de l'édition 2023.
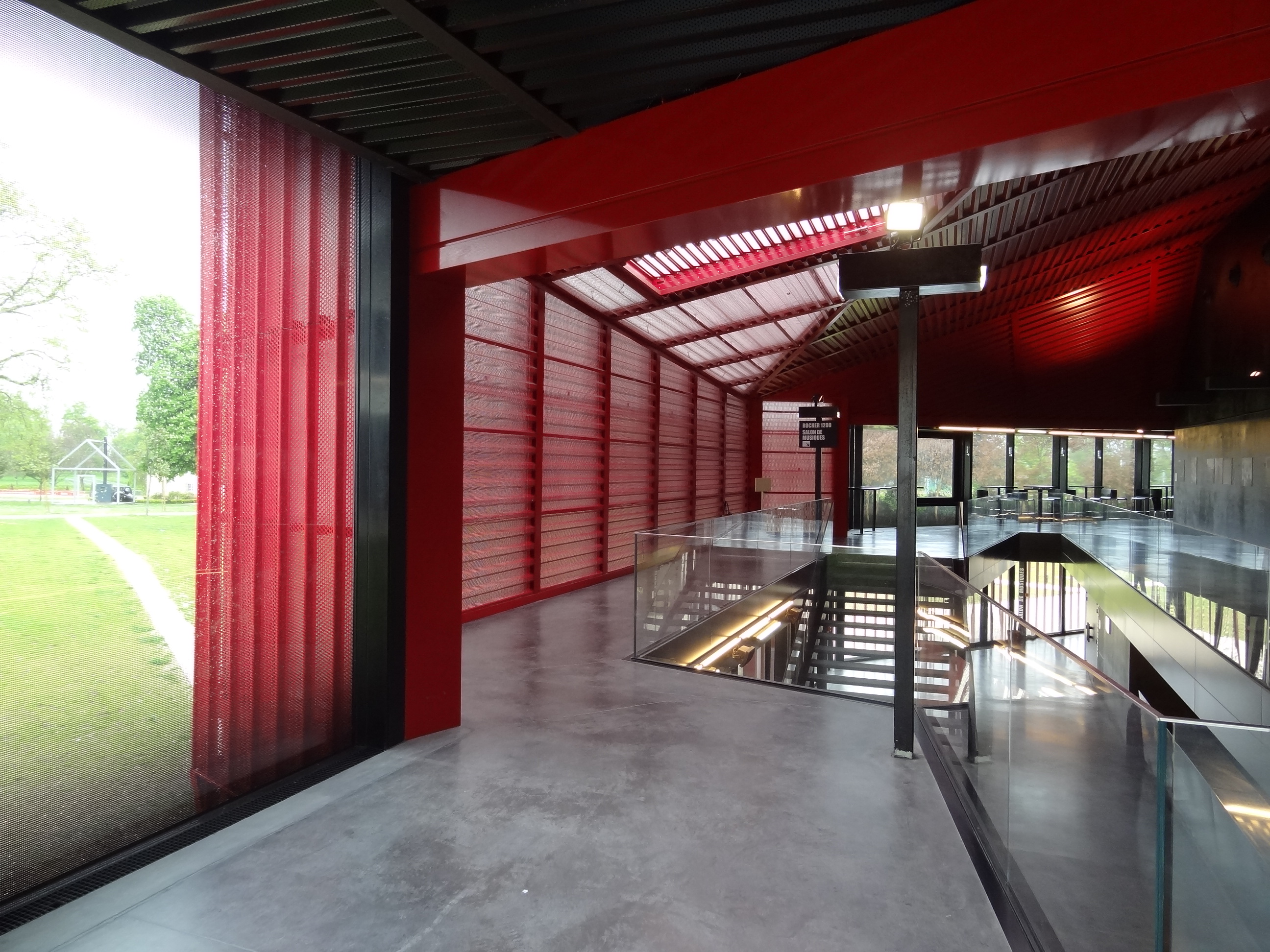
Hall du Rocher de Palmer, lieu du festival.